# NGC 1763
NGC 1763 је емисиона маглина у сазвежђу Златна риба која се налази на NGC листи објеката дубоког неба.
Деклинација објекта је - 66° 25' 6" а ректасцензија 4h 56m 45,0s. Привидна величина (магнитуда) објекта NGC 1763 износи 12,7. NGC 1763 је још познат и под ознакама ESO 85-EN20.